# Связьинвестнефтехим
«Связьинвестнефтехим» — российская компания. Полное наименование — Акционерное общество «Связьинвестнефтехим». Штаб-квартира — в Казани.
Образована в соответствии с постановлением правительства Республики Татарстан от 11 апреля 2003 № 201. Основная цель создания компании, по словам Р. Н. Минниханова — возможность займа «больших» денег под залог акций, которые вложены в холдинг.

## Собственники и руководство
Единственным акционером является Республика Татарстан.
- Генеральный директор — Сорокин Валерий Юрьевич.
- Председатель совета директоров — Минниханов Рустам Нургалиевич (глава Республики Татарстан).

## Деятельность
Холдингу «Связьинвестнефтехим» принадлежат пакеты акций множества крупнейших предприятий Татарстана. В частности, по состоянию на 01 апреля 2017 года: 21,306 % банка ПАО Акционерный коммерческий банк «Ак Барс», 29,287 % ПАО "Татнефть, 49,241 % АО «Казанское моторостроительное производственное объединение», 10,549 % ПАО «КазаньОргсинтез», 87,207 % ПАО «Таттелеком», по 100 % АО "Управляющая компания «Татэнерго», АО "Международный аэропорт «Казань», АО «Татспиртпром», и др..
По мнению журналистов, Связьинвестнефтехим используется как «золотой парашют» для отставных чиновников: «места в этой компании с личным кабинетом и авто получали только отставные министры. Примерно на год».